# Rivière des Anguilles
Rivière des Anguilles – miasto na Mauritiusie, w dystrykcie Savanne. Według danych szacunkowych na rok 2008 liczy 9 801 mieszkańców..